# Eastwood (Louisiane)
Pour les articles homonymes, voir Eastwood.
Eastwood est une census-designated place de la paroisse de Bossier, en Louisiane, aux États-Unis. 